# Elvis Mutiri Wa Bashara
Elvis Mutiri Wa Bashara, né le 10 mars 1949 à Rugari, dans la province du Nord-Kivu en République démocratique du Congo, est un homme politique congolais, membre du Parti lumumbiste unifié (PALU) et de ses alliés. Il a exercé la fonction de député à l'Assemblée nationale de la République démocratique du Congo de 2019 à 2023, représentant la circonscription de Goma Ville dans la province du Nord-Kivu. Il a été réélu comme député provincial de la ville de Goma aux élections  2023.

## Biographie
Elvis Mutiri Wa Bashara est né à Rugari, une localité située dans la province du Nord-Kivu, dans l'est de la République Démocratique du Congo. Elvis Mutiri a commencé sa carrière en tant que journaliste, avant de s’engager pleinement dans la sphère publique et politique. Il a occupé plusieurs fonctions de haut niveau, tant dans les institutions publiques que dans le secteur privé;

## Carrière politique et parlementaire
Elvis Mutiri wa Bashara est une figure politique de premier plan en République Démocratique du Congo, particulièrement dans la ville de Goma, capitale touristique de la province du Nord-Kivu. Il est plusieurs fois élu député national, et est largement considéré comme l’un des meilleurs députés de l’histoire de cette ville.

## Député national
Elvis Mutiri est élu pour la première fois à l’Assemblée nationale en 2006, puis réélu en 2011 et en 2018, en tant que député national de la ville de Goma. Il siège de nouveau de 2019 à 2023 à l’Assemblée nationale. Son mandat parlementaire est marqué par un engagement constant en faveur des intérêts de sa province et une production législative significative.
Il est l’auteur ou co-auteur de plusieurs propositions de lois clés, notamment :
- La loi modifiant la loi n°11/022 du 24 décembre 2011, portant principes fondamentaux relatifs à l’agriculture.
- La loi portant principes fondamentaux relatifs au tourisme en RDC, promulguée en 2018, qui a contribué à stimuler le secteur touristique et permis la restauration du Fonds de Promotion du Tourisme (FPT).

En 2014, en collaboration avec l’Honorable Paul Muhindo, il a joué un rôle important dans la promotion des exportations de café, notamment en accompagnant l’Association des exportateurs de café dans ses démarches auprès du Premier ministre pour lever des obstacles administratifs et fiscaux.

## Ministre du Tourisme, de la Culture et des Arts
Décembre 2014 à décembre 2016, il a assuré au sein du Gouvernement, les charges de Ministre du Tourisme et à partir 2016 comme Ministre du Tourisme, de la Culture et des Arts. D'où son Bilan se présente en deux volets à savoir:
1. Le mandat parlementaire, en continuité avec ses initiatives législatives
2. Le mandat ministériel, durant lequel il a œuvré à la valorisation du potentiel touristique et culturel de la RDCt[3],[4].Il a également exercé les fonctions de :

- Président honoraire du Conseil d'administration de la Société des Grands Hôtels du Congo, structure gérant notamment l’ex-Hôtel Intercontinental.
- Vice-Président du Centre d’Arbitrage de la Fédération des Entreprises du Congo (FEC)[4].

De 2019 à 2023, Elvis Mutiri Wa Bashara a occupé le poste de député national de la ville de Goma.
Le 29 février 2024, le député provincial Elvis Mutiri Wa Bashara, élu de la ville de Goma, a été réhabilité par la Cour d'appel du Nord-Kivu. Cette décision lui permet de siéger à l'Assemblée provinciale pour un troisième mandat consécutif. La réhabilitation fait suite à des contentieux électoraux liés à l'élection des députés provinciaux. En conséquence, il remplace Daniel Nzungundi Kambale du parti AVRP, qui occupait jusqu’alors la fonction de président du bureau d’âge de l’assemblée provinciale.

## Expériences professionnelles
- Consultant en Développement

- Directeur Général de Global Business & Consulting SPRL
- Administrateur et directeur exécutif chargé de la gestion quotidienne du Cabinet multidisciplinaire d’Experts-Conseils et représentant habilité de FIGEPAR auprès des tiers, des institutions privées et publiques[7].

## Association professionnelles
- Administrateur à la Fédération des Entreprises du Congo;
- Vice-Président du Centre National d’Arbitrage, de Conciliation et de Médiation, « CENACOM »;
- Vice-Président de la Chambre de Commerce Belgo-Congolaise (CCBC)[7].

## Communication et médias
- Journaliste professionnel pendant 25 ans
- Editeur et Rédacteur en chef pendant 17 ans du Journal JUA édité à Bukavu
- 1989 – 1992 : Président de l’Association des Editeurs des Journaux Zaïrois (AEJZ) Kinshasa Zaïre
- 1981 – 1989 : Vice-Président et puis Président de l’Union de la Presse du Zaïre (UPZA)
- 1987 – 1990 : Vice-président de l’Union des Journalistes Africains (UJA)
- Cofondateur et Associé-Gérant de Radio Star émettant en FM depuis Goma jusqu’en octobre 1996[7].

## Qualifications professionnelles
- Études, Gestion et Évaluation des Projets: Supervision, suivi et évaluation de projets de moyenne et grande envergure
- Expert au sein du Groupe de Travail National (GTN) du gouvernement, chargé d’examiner et valider les propositions de réforme soumises par les consultants et reçues par le Secrétariat exécutif de la Commission de Réforme des Marchés Publics (COREMAP) en République Démocratique du Congo;
- Commerce International: Promotion d’opportunités d’affaires en suscitant l’intérêt de partenaires potentiels pour des collaborations stratégiques ou commerciales, identification et analyse des synergies et complémentarités entre les entreprises en vue de partenariats et conception et mise en place de stratégies pour l’implantation et la pénétration de nouveaux marchés.
- Gestion des Entreprises Publiques et Privées: Président du Conseil d’Administration de la société des Grands Hôtels du Congo SCARL, propriétaire du Grand Hôtel de Kinshasa, de 2005 à octobre 2008, Associé-Gérant des Imprimeries du Kivu, de 1990 à janvier 2011 et Administrateur au sein du Conseil d'Administration de la Régie des Voies Maritimes (RVM), de 1988 à 1996;
- Relations Internationales: Chef de délégation à plusieurs reprises lors des négociations bilatérales et multilatérales du gouvernement, notamment concernant le dossier des réfugiés ruandais entre 1994 et 1996 dans le cadre de la gestion des crises des Grands Lacs, Préparation et gestion des missions d’État, rédaction des notes de négociation, comptes rendus, procès-verbaux des négociations, protocoles d'accord et communiqués finaux des visites d'État[7].

## Formations
- 2000 – 2001, ICHEC – Belgique : Diplôme spécial en Management International
- 1997 – 1998, IUED – Suisse: Spécialisation post licence en études du Développement
- 1970 -1972 : Qualification en Journalisme et Communication[7]

## Publications
- La réparation des dégâts causés par les réfugiés dans les pays d’accueil, cas du Kivu en République Démocratique du Congo (Genève – juin 1998)
- Le rôle d’une structure de facilitation d’affaires en commerce international (Bruxelles – septembre 2001)[7].
- RDC : Les opportunités d'investissements dans le tourisme (RDC avril 2018)[4],[8]